# 낸시 카트라이트
낸시 카트라이트(Nancy Cartwright, 1957년 10월 25일 ~ )는 미국의 배우, 성우이다.